# Portret van Raden Sarief Bastaman Saleh
Portret van Raden Sarief Bastaman Saleh is een schilderij in het Rijksmuseum in Amsterdam.

## Voorstelling
Het stelt een schilder voor gekleed in een kamerjas, terwijl hij een zeegezicht aan het schilderen is. In zijn linkerhand houdt hij een palet vast en met zijn rechterhand een penseel, leunend tegen een schildersstok. De schilder is vrijwel zeker de Javaanse schilder Raden Sarief Bastaman Saleh. Deze schilder studeerde in de jaren 1830 in Den Haag en ging in 1839 op rondreis door Europa. Rond 1840 was hij in Dresden, waar dit portret vermoedelijk geschilderd werd.

## Toeschrijving
Het portret wordt door het Rijksmuseum Amsterdam toegeschreven aan de Noord-Nederlandse schilder Frederik Karel Albert Schreuel, die tijdens Salehs bezoek in Dresden actief was. Medewerkers van het Rijksbureau voor Kunsthistorische Documentatie, echter, schrijven het toe aan Saleh zelf, wat betekent dat zij het zien als een mogelijk zelfportret.

## Herkomst
Het werk werd in april 1978 voor 8.022,98 gulden gekocht door het Rijksmuseum van Reinhold Wimmers-Sonderegger in Wachtberg-Niederbachem.